# ○○の父一覧 な行
○○の父一覧 な行（まるまるのちちいちらん なぎょう）は、ウィキペディア日本語版の記事「○○の父一覧」に存在する「〇〇の父」と比喩的に呼ばれている人物の内、な行に分類される人物の一覧である。

## な
- ラグパティ・ヴェンカイアー・ナイドゥ - テルグ語映画の父、南インド映画の父[1][2]
- 内藤多仲（ないとう・たちゅう） - 近代建築の父、耐震構造の父[3][4]
- 内藤利八（ないとう・りはち） - 播但線の父[5][6]
- 永井幸次（ながい・こうじ） - 関西音楽界の父[7][8]
- 永井紺周郎（ながい こんしゅうろう） - 養蚕の父[9]
- 長井長義（ながい・ながよし） - 日本薬学の父[10][11]
- 永井道明（ながい・みちあき） - 日本の学校体操の父[12][13]
- 中川三郎（なかがわ・さぶろう） - 社交ダンスの父[14][15]
- 中川清兵衛（なかがわ・せいべえ） - 日本ビールの父、日本のビール醸造の父[16][17]
- 中島鋭治（なかじま・えいじ） - 近代水道の父[18][19]
- 長島乙吉（ながしま・おときち） - 鉱物趣味の父、アマチュア鉱物学の父[20][21]
- 中島平太郎（なかじま・へいたろう） - CDの父[22][23]
- 中條政恒（なかじょう・まさつね） - 安積開拓の父[24][25]
- 中田瑞穂（なかだ・みずほ） - 日本の脳外科の父[26][27]
- 中西悟堂（なかにし・ごどう） - 野鳥の父[28][29]
- 中野武営（なかの・たけなか） - 香川県独立の父[30][31]
- 中村千幹（なかむら・ちから） - 富良野開拓の父[32][33]
- 中村雅哉（なかむら・まさや） - パックマンの父[34][35]
- 中村裕（なかむら・ゆたか） - 日本パラリンピックの父[36][37]
- 永山在兼（ながやま・ありかね） - 阿寒国立公園の父、阿寒摩周国立公園[38][39][40]
- 中山久蔵（なかやま・きゅうぞう） - 北海道稲作の父、寒地稲作の父[41][42][43]
- 永山武四郎（ながやま・たけしろう） - 屯田兵の父[44][45]
- 中山平次郎（なかやま・へいじろう） - 九州考古学の父[46][47]
- 仲吉良光（なかよし・りょうこう） - 沖縄復帰の父[48][49]
- トーマス・ナスト - アメリカ漫画の父[50]
- ダシドルジーン・ナツァグドルジ - 近代モンゴル文学の父[51][52]
- 夏野剛（なつの・たけし） - iモードの父[53][54]
- 夏目漱石（なつめ・そうせき） - 近代文学の父[55]
- イブン・アル＝ナフィス - 循環理論の父[56]
- 生江孝之（なまえ・たかゆき） - 日本社外事業の父[57][58]
- 成田雲竹（なりた・うんちく） - 津軽民謡の父[59][60]
- フリチョフ・ナンセン - 難民の父[61][62]
- 南部麒次郎（なんぶ・きじろう） - 国産拳銃の父、日本機関銃開発の父[63][64]
- 南仁東（英語版）（ナン・レンドン） - 天眼の父、中国天眼の父[65][66]

## に
- オスカー・ニーマイヤー - ブラジルのモダニズム建築の父、ブラジルの近代建築の父[67][68]
- ベンクト・ニィリエ - ノーマライゼーション育ての父[69][70]
- 西周（にし・あまね） - 日本近代哲学の父[71][72]
- 西岡京治（にしおか・けいじ） - ブータン農業の父[73][74]
- 西澤潤一（にしざわ・じゅんいち） - 光通信の父[75][76]
- 仁科芳雄（にしな・よしお） - 原子物理学の父、日本の現代物理学の父[77][78][79]
- 西村勝三（にしむら・かつぞう） - 明治の工業の父[80][81]
- 新渡戸稲造（にとべ・いなぞう） - 台湾砂糖の父[82][83]
- 二宮忠八（にのみや・ちゅうはち） - 飛行機の父、日本飛行機の父[84][85][86]
- アイザック・ニュートン - 近代科学の父[87][88]

## ぬ
- ルシアン・ヌーヴィルト - le père de la pilule（ピルの父）、避妊薬の父[89][90]

## ね
- 根本正（ねもと・しょう） - 禁酒禁煙法の父、青少年健全育成の父[91][92]
- 根本忠雄（ねもと・ただお） - 焼き鳥の父[93][94]

## の
- 野網和三郎（のあみ・わさぶろう） - ハマチ養殖の父[95][96]
- ジョン・フォン・ノイマン - コンピュータの父[97][98]
- 野口遵（のぐち・したがう） - 日本化学工業の父、電気化学工業の父[99][100]
- 野辺地慶三（のべち・けいぞう） - 保健所の父、公衆衛生の父、日本の公衆衛生学の父[101][102]
- 野本喜一郎（のもと・きいちろう） - 埼玉野球の父[103][104]
- ソンドレ・ノルハイム - 近代スキーの父、テレマークスキーの父[105][106][107]
- 野呂景義（のろ・かげよし） - 近代鉄鋼技術の父、近代日本の鉄鉱の父[108][109]